# 麦金莱诞生地纪念金币
麦金莱诞生地纪念金币（英語：McKinley Birthplace Memorial dollar）是美国铸币局于1916至1917年打造的一种金质纪念币，其正面由铸币局首席雕刻师查尔斯·爱德华·巴伯设计，刻有第25任美国总统威廉·麦金莱的头像；背面则是巴伯的助手乔治··摩根设计。1903年发行的路易斯安那购地博览会金币上也刻有麦金莱的头像，他也因此成为在两种美国硬币上出现的第一人。
这种纪念币的发行旨在为俄亥俄州杜伦巴尔县的奈尔斯建设麦金莱诞生地国家纪念馆筹资。它由负责纪念馆建设的组织销售。原本提出的法案中建议打造银质纪念币，但之后修改为金币，因为这样可以更恰当地来向这位支持金本位的总统致敬。硬币的宣传力度欠佳，销售情况也很不理想。虽然国会授权发行量有10万枚，但售出的只有2万枚，其中又有许多是经德克萨斯州钱币经销商麦克斯·梅尔转售，价格也低于发行价。另外还有1万枚金币最终送回铸币局熔毁。

## 背景

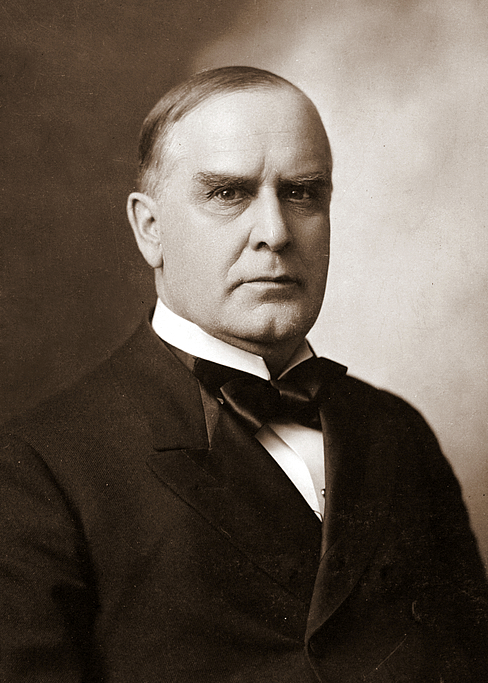
威廉·麦金莱

威廉·麦金莱于1843年在俄亥俄州杜伦巴尔县的奈尔斯（Niles）出生。离开大学后，他成为教师，并在1861年内战爆发后加入北軍。麦金莱一直服役到战争结束，官拜加衔少校。退伍后，他进入法学院深造并取得律师从业资格。麦金莱在俄亥俄州坎顿定居，从事法律工作，然后在1876年当选联邦众议员。1890年，他竞选连任落败，但次年就当选俄亥俄州州长，并在两年后成功连任。
在好友兼顾问马克·汉纳的协助下，麦金莱在美国深陷经济萧条的1896年赢得共和党提名竞选美国总统。他在普选中支持金本位，反对民主党候选人威廉·詹宁斯·布莱恩在竞选过程中提倡的自由铸造银币理念，最终战胜对手当选第25任美国总统。
麦金莱担任总统期间，美国于1898年在美西战争中迅速取得决定性胜利。双方签订和约后，西班牙将波多黎各、关岛和菲律宾三个海外殖民地移交美国。随着国家繁荣发展，麦金莱在1900年大选中再次战胜布莱恩取得连任。1901年9月，麦金莱在水牛城遭里昂·乔戈什枪击后不治身亡，副总统西奥多·罗斯福继任总统职位。
麦金莱去世后，全美多地为他建起纪念馆，他的遗物存放在坎顿的一套大型宅邸。在麦金莱诞生地国家纪念协会的赞助下，已故总统的故乡奈尔斯也建起纪念馆。纪念馆由麦金，米德和怀特事务所设计，采用格鲁吉亚大理石构建，属希腊古典主义风格，于1917年落成。纪念馆由博物馆、图书馆和礼堂组成，其中还有麦金莱及其同僚的半身像，至今仍在向公众免费开放。

## 构想、立法和准备
发行麦金莱诞生地纪念金币旨在为奈尔斯的纪念馆建设筹资。1915年2月，麦金莱诞生地国家纪念协会主席小约瑟夫·G·巴特勒（Joseph G. Butler, Jr.）与联邦众议院铸币与度量衡委员会主席、俄亥俄州联邦众议员威廉·阿什布罗克（William A. Ashbrook）会面，提议发行银圆纪念麦金莱。阿什布罗克表示同意，两人于是再与财政部长威廉·吉布斯·麦卡杜和铸币局代理局长弗雷德里克·杜威（Frederic Dewey）商讨，杜威也认为这样的提议不会遇到什么困难。根据记载，阿什布罗克在第63届联邦国会接近尾声时提出法案，国会之后很好就已闭幕，所以没有对法案展开辩论。1915年12月第64届联邦国会开幕后，阿什布罗克再度提出法案“. 2”。
1月13日，阿什布罗克领导的铸币与度量衡委员会举行听证。法案原本要求铸造10万枚银圆来纪念麦金莱，但巴特勒在听证会上要求把硬币材质改成黄金，理由是麦金莱1896年当选美国总统时主要的竞选议题就是金本位。1889年后，铸币局就没有再生产过用于流通的金圆。纽约州联邦众议员詹姆斯·赫斯特（James W. Husted）问道，金圆对于纪念品来说会不会太小了，巴特勒回答：“我，我不这么认为。我觉得从另一方面来讲，银圆或许有些太大了。我想金币在放置上会方便很多。而且赫斯特先生，您也知道现在金圆要稀有得多。”阿什布罗克也有同样看法，他说：
按照我的理解，这些硬币会以每枚至少2美元的价值出售，所获利润至少有10万美元。我相信以那样的价格（指2美元）来卖掉它们绝非难事。据我所知，纪念币会在这个纪念馆出售，所有前来参观的人们离开前估计都会买上一枚，而且都愿意为此支付至少2美元。从这方面我可以说，美国铸造的任何金圆现在至少都值2美元。他们都可以加价卖出，所以无论如何，这些金圆至少也能以2美元价格售出，而且很可能还能更高。
俄亥俄州联邦参议员沃伦·盖玛利尔·哈定出席了这场听证会，他也发言表示支持法案，称“联邦政府在提供这项帮助的过程中需要耗费的最多不过是制作模具的费用”。得知法案中会要求麦金莱诞生地国家纪念协会承担相关花费后，哈定回应：“哦，我不知道这点。那这样的话，政府提供帮助、表达敬意的同时，也就基本上没有任何花销了”。1月18日，铸币与度量衡委员会向联邦众议院递交报告，对法案称颂有加，修改后的法案授权打造10万枚金币，麦金莱诞生地国家纪念协会可以按面值买下后再加价销售，所得利润投入纪念馆的建设工作。报告中还表示，委员会成员“相信，对于这位在担任我们祖国行政首长时失去生命的伟人来说，这样的见证是当之无愧的”。1916年2月7日，联邦众议院表决通过法案，联邦参议院则在2月15日跟进。1916年2月23日，法案得到总统伍德罗·威尔逊签字认可而生效。
法案中规定，纪念币的铸造量不能超过10万枚，所需金锭可以在公开市场采购，麦金莱诞生地国家纪念协会可以按面值买下这些金币。法案也要求所有纪念币必须在费城铸币局生产，所有美国早期纪念币中，只有麦金莱诞生地纪念金币和1915年的巴拿马－太平洋纪念币有在授权法案中指定铸币局生产（巴拿马－太平洋纪念币必须在旧金山铸币局打造）。法案中还明确要求铸币采用的金属模具在生产完成后销毁，钱币学家安东尼·斯沃泰克（Anthony Swiatek）和沃尔特·布林（Walter Breen）认为，这一规定与1873年铸币法案重复。
纪念币的设计由费城铸币局首席雕刻师查尔斯·爱德华·巴伯和助手乔治··摩根（George T. Morgan）完成，其中正面由巴伯设计，背面由摩根设计。两人没有征询铸币局外其他艺术家的意见。钱币学作家昆汀·戴维·鲍尔斯（Q. David Bowers）推测，这可能是因为之前选拔5种巴拿马－太平洋纪念币的设计方案时，巴伯和助手都递交了图纸，但麦卡杜还是有向铸币局以外的人员征求方案，并且因获邀准备一份设计稿的伊夫林·朗曼（Evelyn Longman）病倒，巴伯和摩根最后只交出两份作品。1916年3月31日，纪念币的设计方案递交美术委员会征询意见，据钱币历史学家唐·塔克西（Don Taxay）记载，美术委员会提出了多项修改意见，但他没有说明这些意见的具体内容。最终硬币设计获得通过，其上没有做修改，所以无论美术委员会的意见为何都没有得到采纳。

## 设计

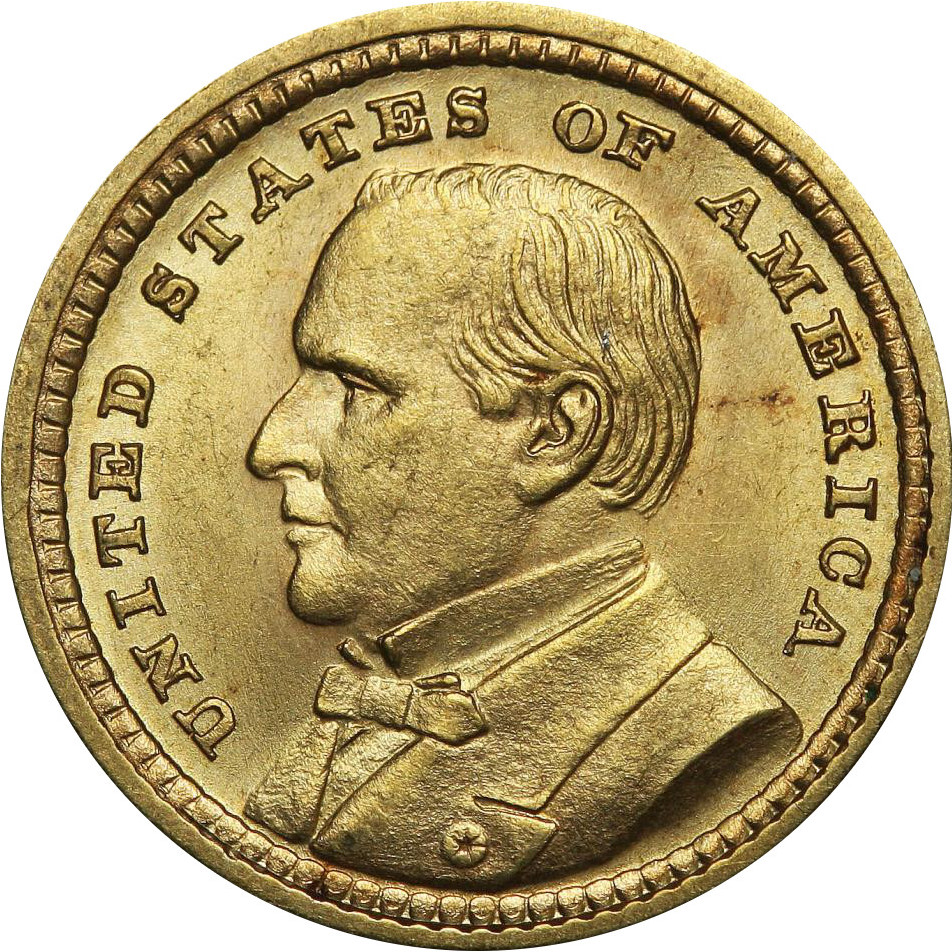
麦金莱版路易斯安那购地博览会金币

金币正面是麦金莱的头像，面朝左侧，样式朴素，没有任何装饰，周围有（“美利坚合众国”）和（“麦金莱金圆”）字样围绕。麦金莱的头像还曾出现在1903年发行的其中一种路易斯安那购地博览会金币上，他也由此成为第一位出现在两种美国硬币上的人。路易斯安那购地博览会金币也是由巴伯设计，鲍尔斯认为，新纪念币上的头像“呈现的形象是如此不同，以致于不知情的观察者根本想不到这正是之前已经（在硬币上）描绘过的那个人”。鲍尔斯还指出，这种“截然不同的新版本”可以是巴伯有意为之。塔克西也有同样看法，认为巴伯“最为关注的事情似乎是要让麦金莱的肖像尽可能和路易斯安那购地博览会金币上不同”。
摩根设计的背面旨在描绘奈尔斯的麦金莱诞生地纪念馆正面景观，但斯沃泰克和布林指出，“即便是从最慈善的眼光来看，它（指纪念馆）看起来也和实际不符，而且似乎无力完成”。建筑上方有（“麦金莱诞生地/俄亥俄州奈尔斯”）字样，下方则是年份和（“纪念馆”）字样。
艺术史学家科尼利厄斯·弗缪尔（Cornelius Vermeule）曾发表过以美国硬币为主题的著作，他在书中对麦金莱诞生地纪念金币的设计评价不佳。“当巴伯和摩根合作时……产生的结果几乎总是让人感到压抑。1916和1917年的麦金莱纪念金币就是这种风格判断的明证，正面的半身像上没有衣装，看上去就是乏味的古罗马和古典主义风格，背面的纪念馆有许多列柱，再加上太多而且太大的刻字，显得拥挤不堪。”

## 发行和收藏

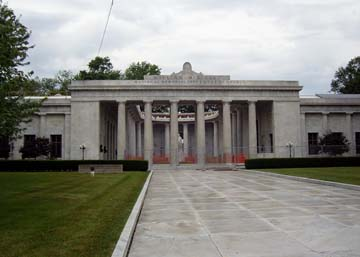
麦金莱诞生地国家纪念馆

1916年8月和10月，费城铸币局生产了2万枚麦金莱诞生地纪念金币，另有26枚由铸币局保留，等待美国化验委员会来年的年度检验。1917年2月，费城铸币局又生产了1万零14枚金币，其中14枚为化验委员会保留。麦金莱诞生地国家纪念协会将纪念币以3美元单价向公众销售，这与之前销量欠佳的路易斯安那购地博览会金币售价相同。麦金莱诞生地纪念金币没有得到有力宣传，得以按3美元价格售出的廖廖无几。德克萨斯州钱币经销商麦克斯·梅尔购买一万枚，具体价格不明，之后多年里再以2.5美元单价转卖。
1916年7月30日，《华盛顿邮报》报道称纪念金币已经开始发行，正在以纪念品的形式高价发售。但据梅尔在1937年有关纪念币的著作中记载：“（麦金莱诞生地国家纪念）协会显然意识到，以国内的收藏家数量来说，根本不会、也无法以3美元单价吸收掉10万枚硬币的发行量”，所以有约1万枚硬币只能“大减价后卖给‘德克萨斯经销商’（就是梅尔），他再反过来以较（原价）低的价格向国内收藏家们四处兜售这些金币”。共有1万零23枚纪念币最终送回铸币局熔毁。由于缺乏相关纪录文件，铸币局熔毁的不同年份版本硬币具体数量已无从考证。梅尔估计，共计售出的硬币约有2万枚，其中1916年生产的占1万5000枚，1917年生产的5000枚，所以熔毁的硬币中两年生产的就是各5000枚。鲍尔斯认为，梅尔与麦金莱诞生地国家纪念协会私交甚密，所以这一估算“可能是对的”。鲍尔斯还估计，1916年版金币中有约8000枚直接卖给了公众和收藏家，另外7000枚由梅尔买下；1917年版则有2000枚以原价售出，梅尔则买下了另外3000枚。斯沃泰克在以纪念币为主题的2012年著作中估计，所有熔毁的金币中1917年版所占比例约在三分之一到一半之间。
根据理查德·约曼（Richard S. Yeoman）2015年版的《美国钱币指南手册》（A Guide Book of United States Coins），1916年版麦金莱诞生地纪念金币如果成色在谢尔顿硬币分级标准中达到只有轻微磨损、几乎未流通过的“-50”，那么其价格在500美元左右；如果成色提升到几乎原始状态的“-66”，则价格也可以提高到1850美元。1917年版的“-50”和“-66”成色价格较高，分别是550和3250美元。2009年，一枚成色达“-68”的1916年版麦金莱诞生地纪念金币经拍卖以1万6100美元价格成交。

### 脚注
1. ↑  Yeoman，第299頁.
2. ↑  Swiatek，第100頁.
3. 1 2 3 4  Memorial Association.
4. ↑  Slabaugh，第36頁.
5. 1 2 3  Slabaugh，第36–37頁.
6. ↑  Harpine，第97頁.
7. ↑  McElroy，第189頁.
8. ↑  Bowers，第633頁.
9. ↑  House Committee，第4頁.
10. 1 2  Swiatek & Breen，第158頁.
11. ↑  Yeoman，第244頁.
12. ↑  House Committee，第9頁.
13. ↑  House Committee，第11–12頁.
14. 1 2  House Committee，第12頁.
15. ↑  House Committee on Coinage, Weights, and Measures.
16. ↑  Congress Condensed.
17. ↑  News Notes of Congress.
18. ↑  Flynn，第348頁.
19. 1 2  Swiatek & Breen，第157頁.
20. ↑  Bowers，第615–633頁.
21. 1 2  Taxay，第34頁.
22. ↑  Slabaugh，第35頁.
23. ↑  Bowers，第633–634頁.
24. 1 2 3  Bowers，第634頁.
25. ↑  Flynn，第213頁.
26. ↑  Vermeule，第105頁.
27. ↑  Swiatek & Breen，第138頁.
28. 1 2  Bowers，第635頁.
29. ↑  McKinley Gold Dollars Out.
30. 1 2  Mehl，第53頁.
31. ↑  Flynn，第214頁.
32. ↑  Swiatek，第101頁.
33. ↑  Yeoman，第290頁.
34. ↑  1916 G$1 McKinley MS68 NGC.

### 文献
书籍
- Bowers, Q. David. . Wolfeboro, NH: Bowers and Merena Galleries, Inc. 1992. ISBN 9780943161358.
- Flynn, Kevin. . Roswell, GA: Kyle Vick. 2008. OCLC 711779330.
- Harpine, William D. . Presidential Rhetoric 13. College Station, Texas: Texas A&M University Press. 2005  [2015-04-17]. ISBN 978-1-58544-559-2. （原始内容存档于2021-05-23）.
- House Committee on Coinage, Weights and Measures. . United States Government Printing Office. 1916-01-13.
- McElroy, Richard L.  softcover. Canton, Ohio: Stark County Historical Society. 1996. ISBN 978-0-9634712-1-5.
- Mehl, B. Max. . Fort Worth, TX: B. Max Mehl. 1937. OCLC 2872685.
- Slabaugh, Arlie R.  second. Racine, WI: Whitman Publishing. 1975. ISBN 978-0-307-09377-6.
- Swiatek, Anthony. . Chicago: KWS Publishers. 2012. ISBN 978-0-9817736-7-4.
- Swiatek, Anthony; Breen, Walter. . New York: Arco Publishing. 1981. ISBN 978-0-668-04765-4.
- Taxay, Don. . New York: Arco Publishing. 1967. ISBN 978-0-668-01536-3.
- Vermeule, Cornelius. . Cambridge, MA: The Belknap Press of Harvard University Press. 1971. ISBN 978-0-674-62840-3.
- Yeoman, R.S.  68th. Atlanta, GA: Whitman Publishing. 2014. ISBN 978-0-7948-4215-4.

其他来源
- (PDF). Niles, OH: The National McKinley Memorial Association.   [2015-04-17]. （原始内容存档 (PDF)于2015-04-17）.
- House Committee on Coinage, Weights, and Measures. . United States Government Printing Office.
- . The Washington Post. 1916-02-08: 6.
- . The Washington Post. 1916-02-16: 6.
- . The Washington Post. 1916-07-30: A2.
- . Heritage Auctions.   [2015-04-17]. （原始内容存档于2015-04-12）.